# Pleurothallis bibarbellata
Pleurothallis bibarbellata är en orkidéart som beskrevs av Friedrich Fritz Wilhelm Ludwig Kraenzlin. Pleurothallis bibarbellata ingår i släktet Pleurothallis och familjen orkidéer. Inga underarter finns listade i Catalogue of Life.